# Zygoballus
Zygoballus Peckham & Peckham, 1885 è un genere di ragni appartenente alla famiglia Salticidae.

## Etimologia
Il nome del genere è composto dal greco ζύγος, zygos, che significa sprone, giogo.

## Distribuzione
Delle 23 specie oggi note di questo genere ben 20 sono diffuse dagli USA all'Argentina: molti gli endemismi (quattro a Panama, tre negli USA, tre nel Suriname, e tre nel Guatemala); le rimanenti tre specie sono endemiche dell'India.

## Tassonomia
Considerato un sinonimo anteriore di Amerotritte Mello-Leitão, 1944 da uno studio dell'aracnologa Galiano del 1980; non è, invece, un sinonimo anteriore di Messua Peckham & Peckham, 1896, a seguito di uno studio dell'aracnologo Maddison del 1996.
A gennaio 2011, si compone di 20 specie:
- Zygoballus amrishi Makhan, 2005 — Suriname
- Zygoballus aschnae Makhan, 2005 — Suriname
- Zygoballus concolor Bryant, 1940 — Cuba
- Zygoballus electus Chickering, 1946 — Panama
- Zygoballus gracilipes Crane, 1945 — Guyana
- Zygoballus incertus (Banks, 1929) — Panama
- Zygoballus iridescens Banks, 1895 — USA
- Zygoballus lineatus (Mello-Leitão, 1944) — Argentina
- Zygoballus maculatipes Petrunkevitch, 1925 — Panama
- Zygoballus maculatus F. O. P.-Cambridge, 1901 — Guatemala
- Zygoballus melloleitaoi Galiano, 1980 — Argentina
- Zygoballus minutus Peckham & Peckham, 1896 — Guatemala

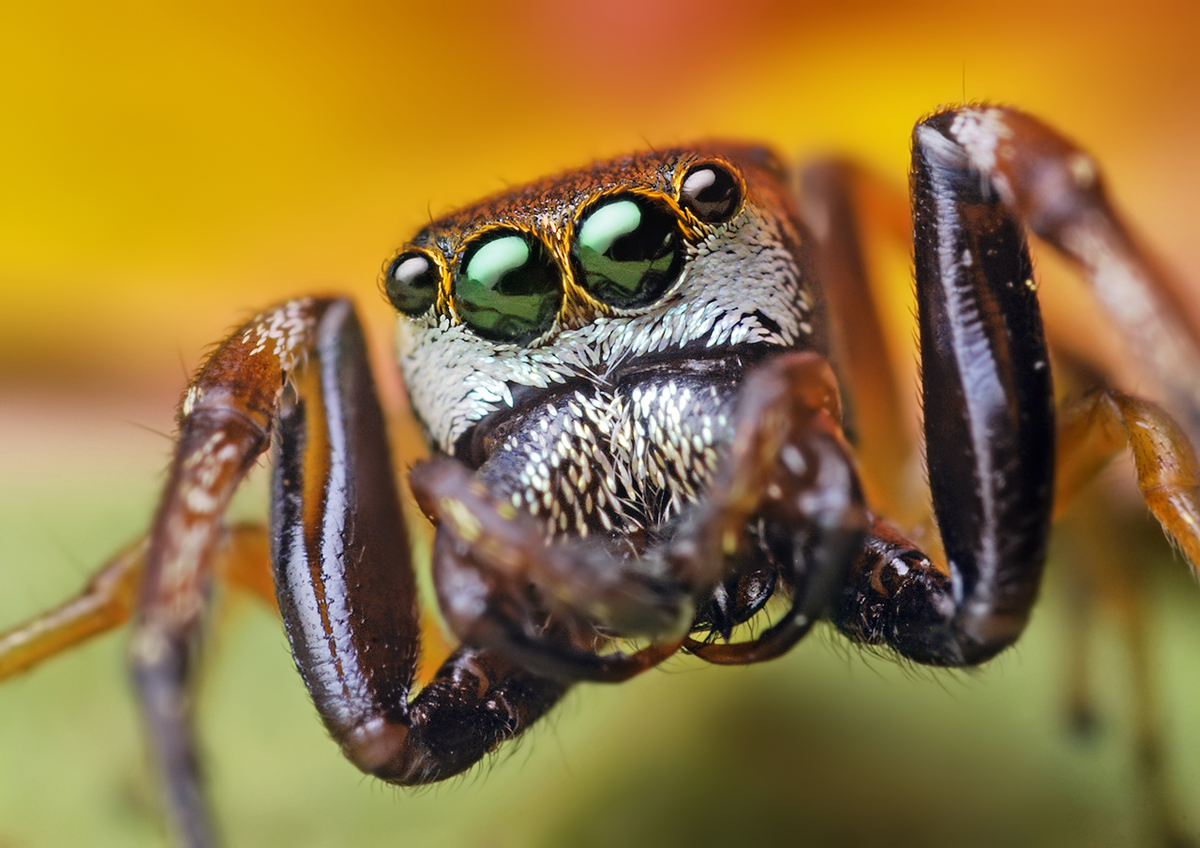
Zygoballus rufipes, maschio, vista frontale

- Zygoballus nervosus (Peckham & Peckham, 1888) — USA
- Zygoballus optatus Chickering, 1946 — Panama
- Zygoballus remotus Peckham & Peckham, 1896 — Guatemala
- Zygoballus rishwani Makhan, 2005 — Suriname
- Zygoballus rufipes Peckham & Peckham, 1885[3] — dagli USA a Panama
- Zygoballus sexpunctatus (Hentz, 1845) — USA
- Zygoballus suavis Peckham & Peckham, 1895 — Giamaica
- Zygoballus tibialis F. O. P.-Cambridge, 1901 — dal Guatemala a Panama